# Esthemopsis phlegontis
Esthemopsis phlegontis är en fjärilsart som beskrevs av Hans Ferdinand Emil Julius Stichel 1910. Esthemopsis phlegontis ingår i släktet Esthemopsis och familjen Riodinidae. Inga underarter finns listade i Catalogue of Life.